# Dmitry Fuchs

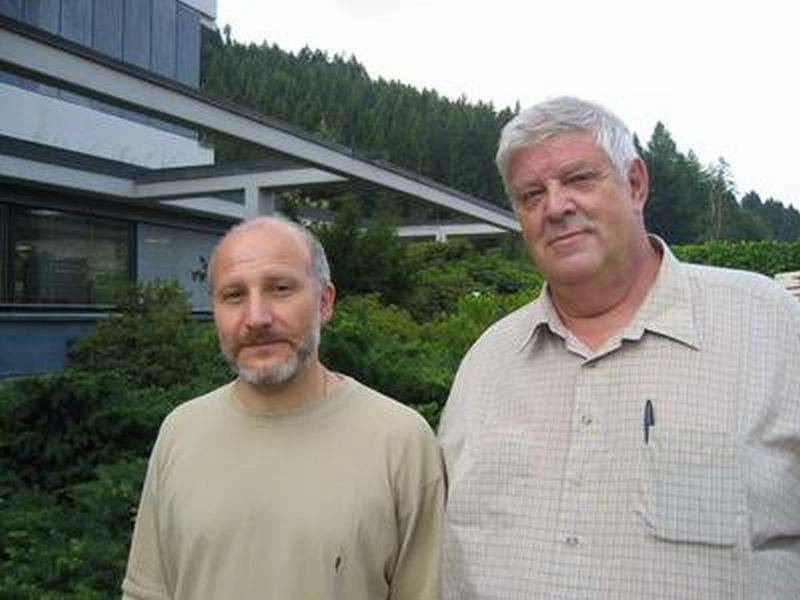
Dmitry Fuchs (rechts) mit Sergei Tabatschnikow, Oberwolfach 2006

Dmitry Borisovich Fuchs (auch: D. B. Fuks, russisch Дмитрий Борисович Фукс, deutsch Dmitri Borissowitsch Fuchs; * 30. September 1939 in Kasan, Russische SFSR) ist ein russisch-US-amerikanischer Mathematiker, der sich insbesondere mit der Darstellungstheorie unendlich-dimensionaler Lie-Gruppen und mit Topologie beschäftigt.

## Leben und Werk
Fuchs promovierte 1964 bei Albert S. Schwarz, später ebenfalls Professor an der University of California, an der Lomonossow-Universität (Kandidatentitel), wo er danach lehrte. Schwarz leitete damals mit Michail Postnikow und Wladimir Boltjanski ein Seminar über algebraische Topologie, und Fuchs publizierte dort mit ihm noch als Student (ebenso wie vorher mit Askold Winogradow und Boris Delone). 1968 unterzeichnete er den "Brief der 99" zur Unterstützung des Dissidenten Alexander Jessenin-Wolpin. Er habilitierte sich (russischer Doktortitel) 1987 an der Staatlichen Universität Tiflis. 1990 verließ er die Sowjetunion. Seit 1991 ist er Professor an der University of California, Davis.
Mit Israel Gelfand führte er 1970 Gelfand-Fuchs-Kohomologie von Lie-Algebren ein. Die Theorie hat Anwendungen im Beweis von einigen der Macdonald-Identitäten in der Kombinatorik und bei der Berechnung Charakteristischer Klassen von Blätterungen. Mit Boris Feigin bestimmte er beispielsweise die Struktur der Verma-Moduln in der Darstellungstheorie der Virasoro-Algebren, die Anwendungen in der Stringtheorie und konformen Feldtheorie haben.
Zu seinen Schülern zählen Boris Feigin, mit dem er viel zusammenarbeitete, Fedor Malikow, Sergei Tabatschnikow und Wladimir Rochlin sowie Edward Frenkel (er betreute ihn inoffiziell mit Feigin).
1978 war er Invited Speaker auf dem Internationalen Mathematikerkongress in Helsinki (New results on the characteristic classes of foliations).

## Schriften
- mit Anatoli T. Fomenko, Viktor L. Gutenmacher: Homotopic topology. Akadémiai Kiadó, Budapest 1986, ISBN 963-05-3544-0.
- Cohomology of infinite-dimensional Lie algebras. Consultants Bureau, New York NY u. a. 1986, ISBN 0-306-10990-5.
- Singular vectors over the Virasoro Algebra and extended Verma Modules. In: Dmitry Fuchs (Hrsg.): Unconventional Lie Algebras (= Advances in Soviet Mathematics. Bd. 17). American Mathematical Society, Providence RI 1993, ISBN 0-8218-4121-1, S. 65–74.
- mit Serge Tabachnikov: Mathematical omnibus. Thirty lectures on classic mathematics. American Mathematical Society, Providence RI 2007, ISBN 978-0-8218-4316-1 (In deutscher Sprache: Ein Schaubild der Mathematik. 30 Vorlesungen über klassische Mathematik. Springer, Berlin u. a. 2011, ISBN 978-3-642-12959-9).